# Café Weingartner

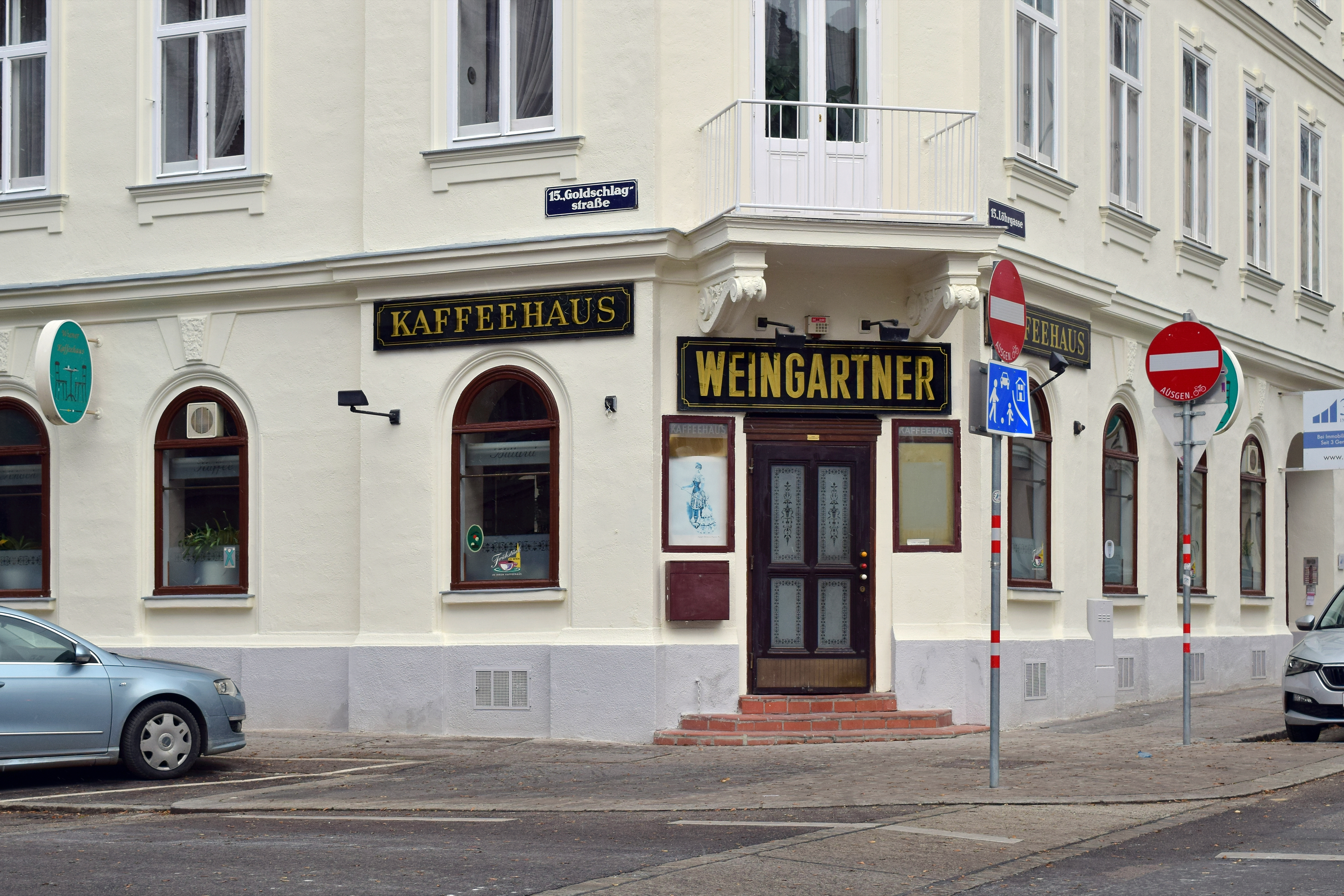
Eingang des Café Weingartner

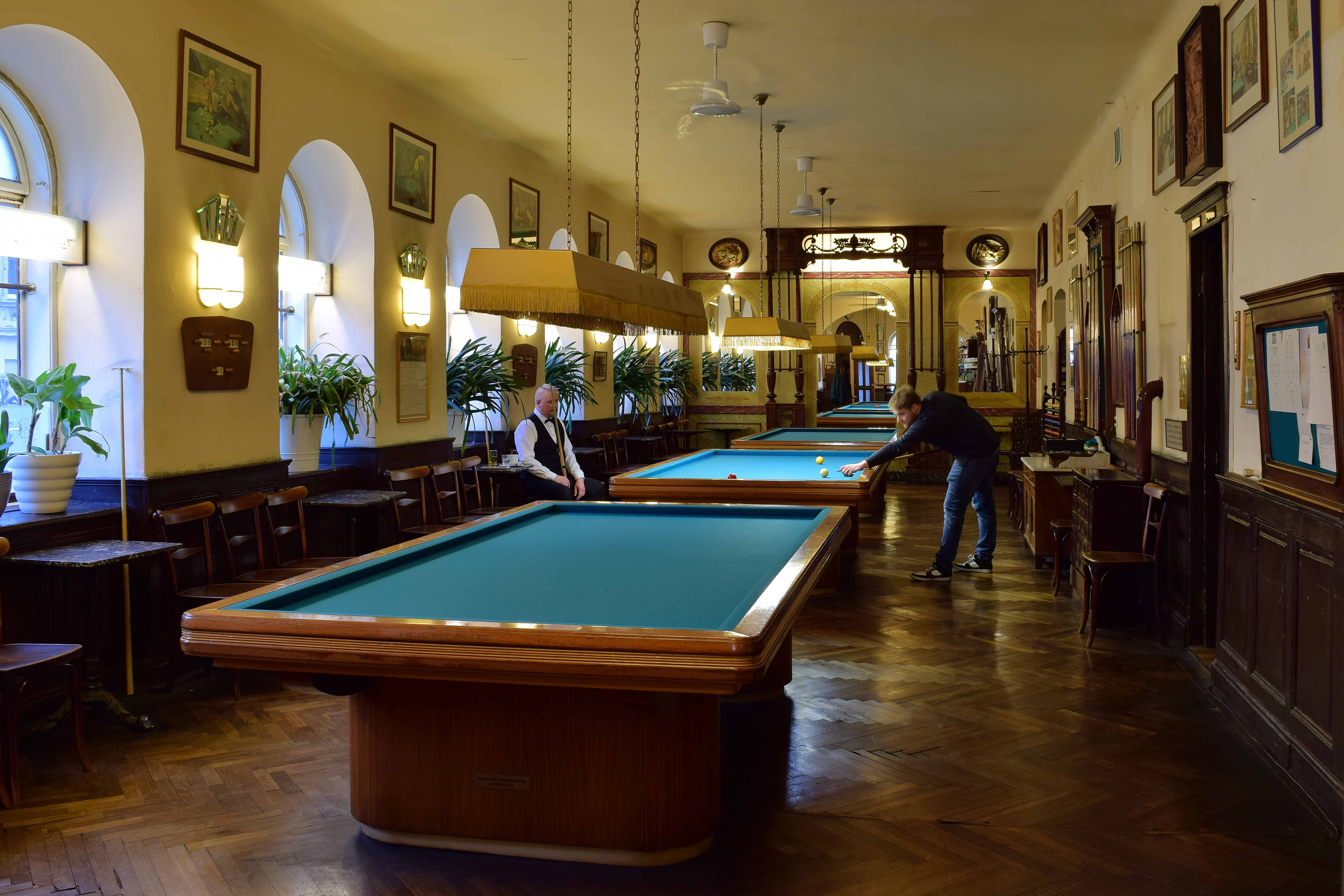
Matchbillard-Tische im Café Weingartner

Das Café Weingartner ist ein traditionelles Wiener Kaffeehaus und das letzte seiner Art im 15. Wiener Gemeindebezirk, Rudolfsheim-Fünfhaus. Es befindet sich in der Goldschlagstraße 6, Ecke Löhrgasse.

## Geschichte und Ausstattung
Das Lokal bestand bereits seit 1874, zuletzt als Café Wicha, als der Europameister und 15-fache österreichische Billard-Staatsmeister Heinrich Weingartner es 1969 übernommen und in Café Weingartner umbenannt hat. Auf Weingartners Plänen stand das Führen eines Kaffeehauses ursprünglich nicht, obwohl er aus einer alten Kaffeesiederdynastie stammt. Als ihn ein Kunde seines Billardfachhandels fragte, ob er einen Nachfolger für sein Kaffeehaus wüsste, verneinte Weingartner zunächst, doch dann gefiel ihm der Gedanke, selbst ein Billard-Café zu betreiben. Das klassische Interieur ist bis heute großteils erhalten, dazu gehören etwa vier Garderobenständer von Adolf Loos oder ein dreibeiniger Gusseisentisch. Ebenso erinnern die hüfthohe Wandvertäfelung und das Fischgrätparkett an die Gründerzeit.

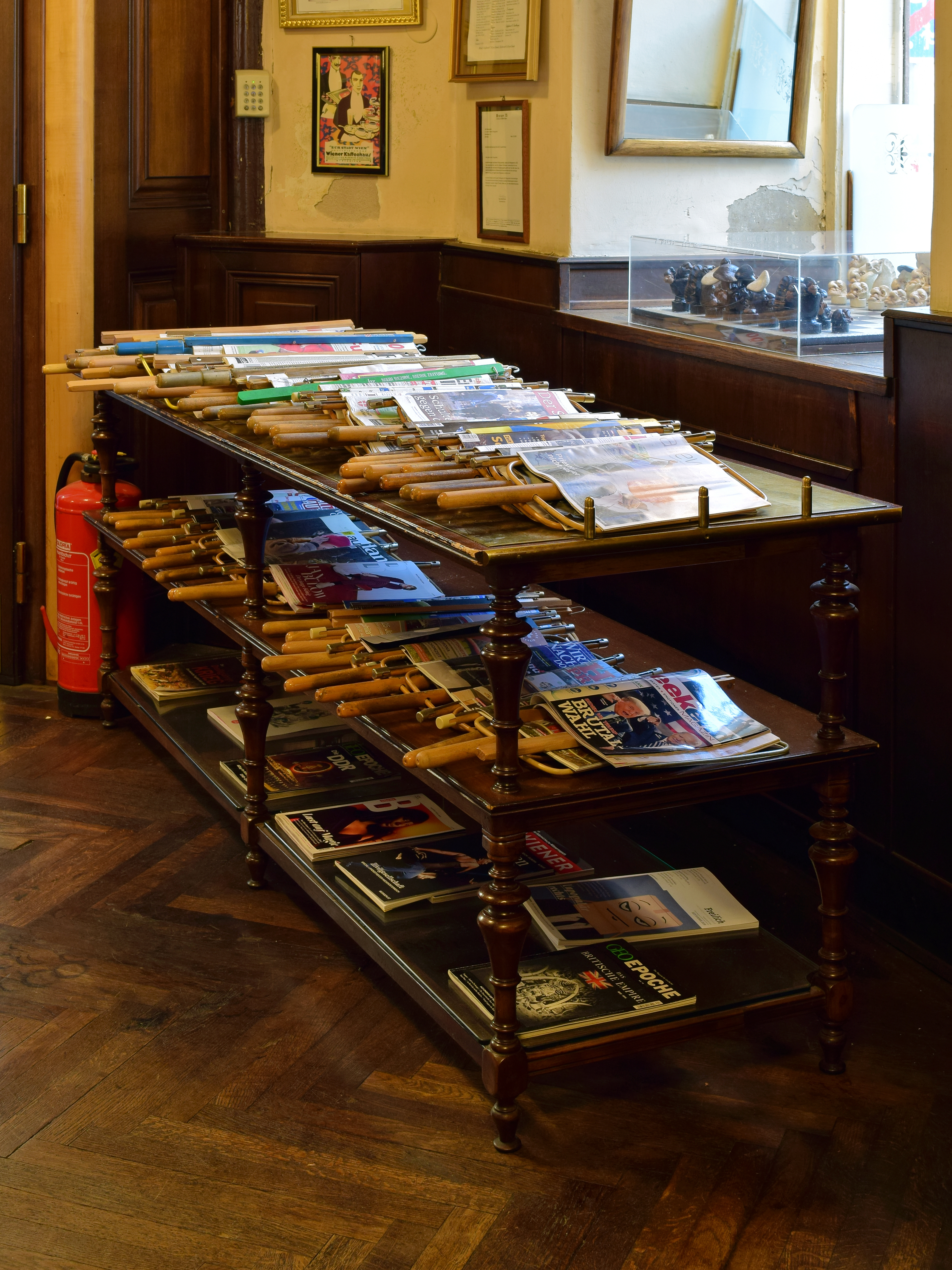
Zeitungstisch mit Bugholz-Zeitungshaltern

Der linke und größte Bereich des L-förmigen Ecklokales ist dem Billard gewidmet, hier stehen drei große Matchbillard-Tische für Carambol zur Verfügung. Spiegel an der Schmalseite am Ende des Raumes vergrößern diesen optisch. Sessel und schmale, rechteckige Marmortischchen warten an der fensterseitigen Wand auf Spieler und Zuschauer. An der gegenüberliegenden Wand stehen Queues in Wandhalterungen und alte Bilder erzählen Geschichte. In einem Extrazimmer im hinteren Bereich befindet sich noch ein kleinerer Turniertisch.
Ein weiteres Ausstattungsmerkmal eines Wiener Kaffeehauses ist neben dem Billard der Zeitungstisch, der im Weingartner gleich neben dem Eingang steht. Darauf sind rund 20 Zeitungen in den für die Wiener Kaffeehauskultur typischen Bugholz-Zeitungshaltern sowie einige Zeitschriften ausgelegt. Ein Service für die Leser ist ein Zeitungsarchiv, in dem die Zeitungen und Zeitschriften tageweise sortiert ein Monat lang zum Nachlesen aufbewahrt werden. Im selben Nebenraum wie das Zeitungsarchiv gibt es auch noch ein Münztelefon.

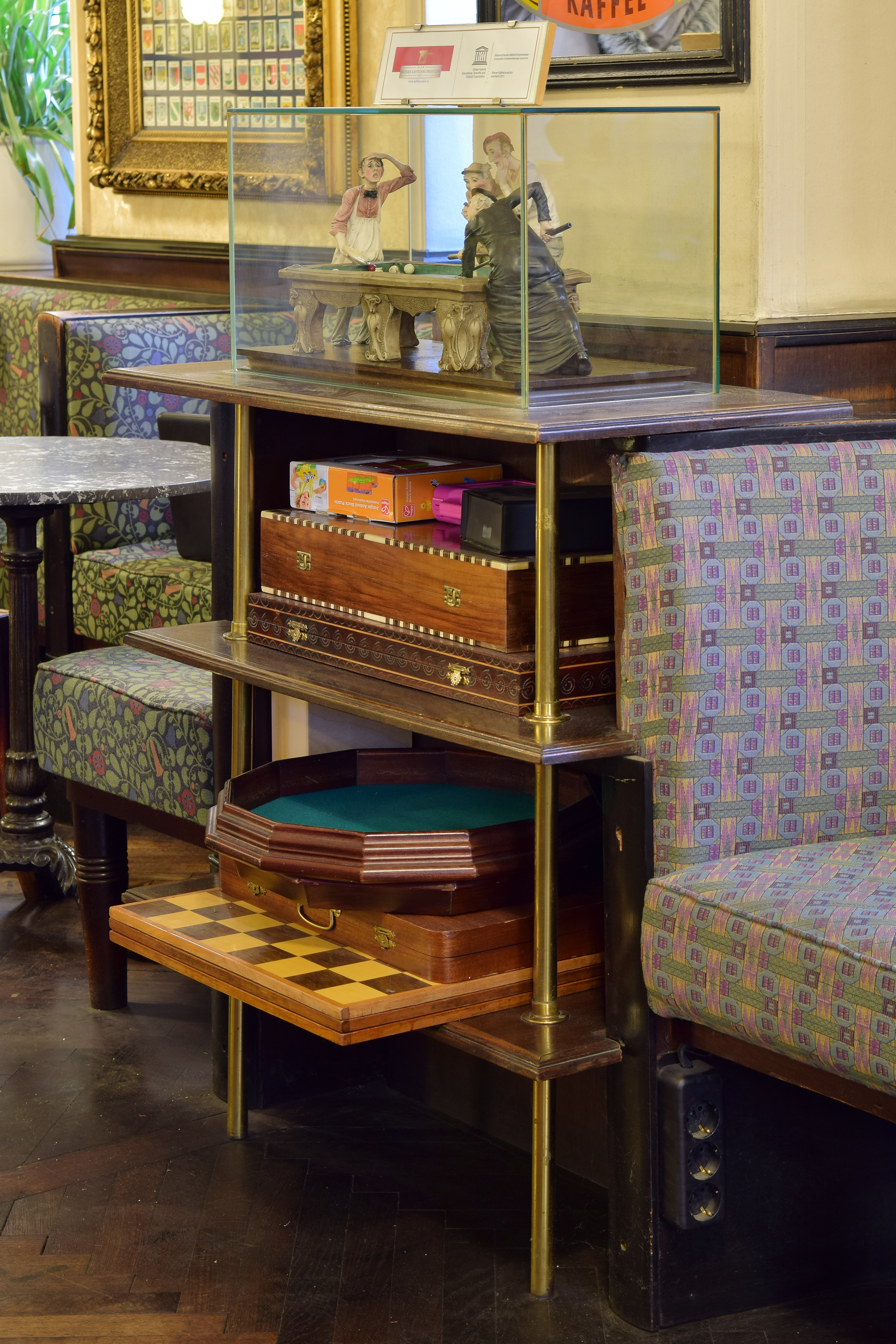
Spielesammlung

Der kleinere, rechte Teil des Lokales bietet Sitzlogen mit gepolsterten Sitzbänken und Marmortischchen sowie ein kleines Regal mit Schach- und anderen Brettspielen, Karten- und Würfelspielen. Internet kann über W-Lan empfangen werden. 
Die Speisekarte beinhaltet unterschiedliche Frühstücksvarianten, klassische Wiener Küche und modernere Kreationen sowie verschiedene Brote. Auf der Getränkekarte findet man neben den für Kaffeehäuser üblichen Kaffeevarianten und anderen Warm-, Kalt- und alkoholischen Getränken auch Besonderes wie eine Kräuter-Bavaroise. Die Preise bewegen sich dank der Lage auf günstigem Vorstadtniveau. Verbindend zwischen den beiden Bereichen des Lokals wirkt eine alte Schank, die sich gegenüber dem Eingang befindet. In der warmen Jahreszeit gibt es zusätzlich einen Schanigarten vor dem Lokal.
Heute ist das familiär geführte Cafè Weingartner das letzte im 15. Bezirk noch erhaltene klassische Wiener Kaffeehaus.

## Stammgäste
Als Rückzugsort abseits der Hektik wissen Politiker und Künstler seit jeher das Weingartner zur Entspannung bei einer Tasse Kaffee zu schätzen. So etwa der Schauspieler und Regisseur Hubsi Kramar, der sich früher vorstellte, im Alter selbst ein Kaffeehaus zu haben, und jetzt quasi fast im Weingartner wohnt. Für Kramars Kollegen Georg Friedrich ist das Billardspielen der Ausgleich zu seinem Schauspieleralltag.

## Billardvereine
Im Weingartner wurde 1969 die Wiener Billard Assoziation gegründet und nahm mit mehr als 20 Turnierspielern die sportliche Tätigkeit im Café auf. Der sich zum größten Billardklub Österreichs entwickelnde Verein war hier bis 1978 beheimatet. 1980 wurde hier der sich ausschließlich mit Billard Artistique beschäftigende Artistic Billard Club gegründet.